# Mark Syers
Mark Hsu Syers (Trenton, 25 ottobre 1952 – Pennington, 15 maggio 1983) è stato un attore statunitense.

## Biografia
Mark Hsu Syers nacque a Trenton, New Jersey, e studiò alla Hopewell Valley Central High School e all'Università del Nuovo Messico, prima di laurearsi all'Emerson College di Boston nel 1974. Fu proprio a Broadway che Syers fece il suo debutto sulle scene con il musical di Stephen Schwartz Godspell, in cui interpretava il co-protagonista Giuda.
Due anni dopo, nel 1976, Syers fece il suo debutto a Broadway con il musical di Stephen Sondheim Pacific Overtures, in cui interpretava una decina di ruoli. Nel 1977 tornò sulle scene newyorchesi per interpretare Re Erode nel musical di Andrew Lloyd Webber Jesus Christ Superstar. Syers fu notato per il suo timbro tenorile e fu scelto da Lloyd Webber per interpretare Magaldi in occasione della prima di Broadway del suo musical Evita nel 1979; nel 1982 Syers tornò ad interpretare Magaldi nella tournée statunitense del musical.
Morì in un incidente stradale a Pennington all'età di trent'anni.